# Chong Kah Kiat
Tan Sri Chong Kah Kiat (* 2. Juni 1948 in Kudat, Sabah) ist ein malaysischer Politiker und war der 13. Ministerpräsident des Bundesstaats Sabah. Er folgte 2001 Osu Sukam nach und wurde 2003 von Musa Aman abgelöst. Chong, ein Hakka, war auch der frühere Vorsitzende der Partei Liberal Democratic Party (LDP).

## Leben
Chong Kah Kiat (chin. 章家傑) wurde am 2. Juni 1948 in Kudat, Britisch Nordborneo, geboren. Er ist Absolvent der Victoria University of Wellington in Neuseeland, die er 1975 mit einem Master in Jura (LLM) abschloss.

## Politische Karriere
Chong siegte 1981 als Kandidat für den Wahlkreis Kudat und zog für BERJAYA ins Landesparlament ein. Im darauf folgenden Jahr wurde er zum Beigeordneten Minister des Ministerpräsidenten ernannt. Er behielt diesen Posten bis zum April 1985, als er den Platz für Datuk Wong Phin Chung von der Partei Parti Bersatu Sabah (PBS) räumen musste.
Im März 1987 wurde er Mitglied des obersten Gremiums der Partei, dem Supreme Council. Als ihm klar wurde, dass er an Einfluss verlor, verließ er die Partei.
Chong gründete 1989 mit einigen führenden chinesischen Politikern 1989 die Partei LDP und übernahm für eine Interimszeit die Funktion als Generalsekretär. Schließlich wurde er 1991 Parteivorsitzender. Zu den Wahlen zum Landesparlament 1994 trat er nicht an, aber ein Jahr später wurde er als Senator in den Dewan Negara, den Senat des malaysischen Parlaments, berufen. Anschließend wurde er Minister im Kabinett des malaysischen Premierministers. Er gab dieses Amt im März 1999 auf, um als Kandidat für den Wahlkreis Kudat an den Wahlen in Sabah teilzunehmen, bei denen er seine traditionelle Hochburg Kudat zurückgewann und Minister für Tourismus, Umwelt, Wissenschaft und Technologie wurde.
Chong wurde 2001 wurde durch das im Jahr 1994 von Mahathir bin Mohamad eingeführte Rotationsprinzip als 13. Ministerpräsident von Sabah vereidigt.
Als Musa Aman ihn 2003 ablöste, wurde Chong zum Stellvertretenden Ministerpräsidenten ernannt und behielt auch seine Verantwortung für das Ressort Tourismus, Kultur und Umwelt bei. Das Rotationsprinzip wurde in der Folge abgeschafft und von da an wurde der Posten des Ministerpräsidenten von der Partei United Malays National Organisation besetzt. Chong trat im April 2007 „aus prinzipiellen Gründen“ vom Amt des Stellvertretenden Ministerpräsidenten zurück.